# Arno Fernando Arnt
Arno Fernando Arnt (Porto Alegre, 29 de fevereiro de 1904  — 09 de agosto de 1985) foi um médico, professor e político brasileiro.

## Biografia
Era filho de Reinaldo Arnt e Idalina Carolina Renk Arnt. Estudou no Colégio Farroupilha e Ginásio Anchieta. Graduou-se em medicina em 1930, na Faculdade de Medicina de Porto Alegre.
Atuou como Diretor do setor de enfermagem obstétrica da Pró-Matre e como Professor de cursos de enfermagem obstétrica, de pediatria e de puericultura. Também foi Fundador e Presidente da Associação Rural, no Rio Grande do Sul, e membro do Conselho Rodoviário Gaúcho.
Foi eleito, em 3 de outubro de 1954, deputado estadual, pelo Partido de Representação Popular (PRP), para a 39ª Legislatura da Assembleia Legislativa do Rio Grande do Sul, de 1955 a 1959.
Candidatou-se nas duas eleições seguintes para deputado federal, sempre pelo PRP, ficando como suplente. Como suplente, assumiu o mandato de Deputado Federal para a Legislatura 1959-1963, de 16 de março de 1959 a 23 de outubro de 1961, e de 26 de março a 12 de abril de 1962, na vaga do Dep. Alberto Hoffmann. Já na Legislatura 1963-1967, assumiu o mandato de Deputado Federal para , de 16 de setembro a 16 de outubro de 1963.